# Crivitz (Wisconsin)
Crivitz – wieś w Stanach Zjednoczonych, w stanie Wisconsin, w hrabstwie Marinette.